# 178 (tal)
178 är det naturliga talet som följer 176 och som följs av 179.

## Inom vetenskapen
- 178 Belisana, en asteroid

## Inom matematiken
- 178 är ett jämnt tal.
- 178 är ett semiprimtal